# Johann Kaspar Kerll
Johann Kaspar Kerll, także Kerl, Kherl, Cherl, Gherl (ur. 9 kwietnia 1627 w Adorf, zm. 13 lutego 1693 w Monachium) – niemiecki kompozytor i organista. 

## Życiorys
Podstawy edukacji muzycznej odebrał u ojca, Kaspara Kerlla. Studiował w Wiedniu u kapelmistrza dworu cesarskiego, Giovanniego Valentiniego. Był organistą w kapeli dworskiej arcyksięcia Leopolda Wilhelma w Brukseli, który ufundował mu dalsze studia w Rzymie u Giacomo Carissimiego. Być może uczył się też u Girolamo Frescobaldiego. W lutym 1656 roku otrzymał posadę wicekapelmistrza, a we wrześniu tego samego roku kapelmistrza na dworze elektora bawarskiego Ferdynanda Marii. Jego opera L’Oronte została wystawiona na otwarcie teatru operowego w Monachium w 1657 roku. Brał udział w pracach nad reformą muzyki kościelnej na dworze bawarskim. Skomponował mszę na uroczystość koronacji cesarskiej Leopolda I we Frankfurcie nad Menem w 1658 roku, w trakcie której improwizował też na organach. W 1664 roku został nobilitowany.
Był przeciwnikiem italianizacji muzyki na dworze bawarskim i popadł z tego powodu w konflikt z muzykami kapeli, w konsekwencji czego w 1673 roku złożył rezygnację. W latach 1674–1677 był organistą katedry św. Szczepana w Wiedniu. Od 1677 roku był organistą dworu cesarskiego. Pod koniec życia przeniósł się do Monachium. Jego uczniami byli Johann Pachelbel, Agostino Steffani i Franz Xaver Murschhauser.

## Twórczość
Pisał głównie muzykę religijną. Był jednym z pierwszych niemieckich kompozytorów tworzących sonaty jako utwory samodzielne. Wywarł wpływ na twórczość J.G. Harrera, J.S. Bacha oraz G.F. Händla, który w swoich utworach wykorzystywał fragmenty kompozycji Kerlla. Skomponował 14 kompletnych mszy, trzy pary Gloria-Kyrie i jedno Sanctus na 4, 5 lub 6 głosów, utrzymanych w stylu koncertującym. Ponadto był autorem m.in. Delectus sacrarum cantionum na 2–5 głosów, 2 skrzypiec i basso continuo, religijne utwory wokalno-instrumentalne w językach łacińskim i niemieckim, utwory na instrumenty klawiszowe. Zaginęło 11 jego oper, powstałych w okresie monachijskim.